# Мартен Сен-Луј
Мартен Сен-Луј (фр. Martin St-Louis; Лавал, 18. јун 1975) професионални је бивши канадски хокејаш на леду који игра на позицији деснокрилног нападача.

## Каријера
Каријеру ја започео још 1997. године као играч АХЛ лигаша Сент Џон флејмса, иначе филијале НХЛ тима Калгари флејмси, и током три сезоне наизменично је играо за оба тима у зависности од форме. Никада није учествовао на НХЛ драфту. У јесен 2000. године као слободан играч прелази у екипу Тампа беј лајтнингса у којој ће остати наредних 13 сезона. У дресу екипе са Флориде освојио је у сезони 2003/04. пехар намењен победнику Стенли купа. Од сезоне 2013/14. наступа за екипу њујоршких Ренџерса. Током локаута у сезони 2004/05. играо је за швајцарску Лозану у НЛА лиги.
У досадашњој НХЛ каријери одиграо је преко 1.000 утакмица и остварио укупан учинак од више од 1.000 освојених поена. У 6 наврата играо је на утакмицама свих звезда лиге, а у два наврата добија је индивидуално признање за најефикаснијег играча лиге (у сезонама 2003/04. и 2012/13), те признање за најкориснијег играча лиге за сезону 2003/04.
За сениорску репрезентацију Канаде дебитовао је на светском купу 2004, где су Канађани освојили златну медаљу. Већ у првој утакмици турнира против Сједињених Држава постигао је по један гол и асистенцију, у победи свог тима од 2:1. Две године касније заиграо је и на олимпијском турниру у Торину, одиграо 6 утакмица и постигао 2 гола и асистенцију (Канађани освојили 7. место).
На светским првенствима наступао је у два наврата, у Канади 2008. и Швајцарској 2009. године, и у оба наврата Канађани су освојили сребрну медаљу. Укупно 15 поена (4 гола и 11 асистенција) које је постигао у Швајцарској донели су му признање за најбољег стрелца првенства. Највећи успех у репрезентативној каријери остварио је на Зимским олимпијским играма 2014. у Сочију где је селекција Канаде освојила златну медаљу.